# Emina Jahović
Emina Jahović Sandal (Cyrillisch: Емина Јаховић Сандал; /ˈɛmiːnə jəˈhoʊvɪtʃ sənˈdʌl/; Novi Pazar, 15 januari 1982) is een Servische zangeres, songwriter, actrice, model en wordt beschouwd als een van de belangrijkste en invloedrijkste Zuid-Slavische popzangers van de 21e eeuw. Ze woont momenteel in Istanboel, waar ze is bekend onder de artiestennaam Emina Sandal.
Jahović wordt ook wel de almaar transformerende Penélope Cruz van Servië genoemd en is de bestverkopende vrouwelijke Servische artiest aller tijden. Emina Jahović Sandal is in het eerste seizoen van The Voice Srbija een van de coaches.
Jahović was getrouwd met Mustafa Sandal. Samen hebben ze twee zoons. In juni 2018 is Emina Jahović gescheiden van Mustafa Sandal.

## Levensloop
Haar muzikale carrière begon in 2000 na het winnen van het Montenegrijnse Muziekfestival voor de Jeugd.
Ze werd bekend door het van haar in 2002 uitgebrachte debuutalbum Osmi dan afkomstige "Tačka", dat voor diverse prijzen genomineerd werd, en "U, la-la" van hetzelfde album, dat een Radijski Festival Award won. In 2003 behaalde ze met het lied "Uzalud se Budim" de Sunčane een grote hit. In 2008 bracht ze de video-EP Exhale uit en in 2005 haar tweede studioalbum, Radije ranije. Met singles als "Da l' ona zna" (2005), "Posle mene" (2011) en "Beograd priča" (2012) was ze ook succesvol.
Emina Jahović is een populaire Servische zangeres, ook wel bekend als Mustafa Sandals echtgenote Emina Sandal. In 2009 bracht ze haar album Vila uit, dat ze in twee jaar had opgenomen. Een groot deel van de nummers had ze zelf geschreven. Het liedje "Zver" (sukkel) is een duet op de cd met de beroemde producer-zanger Dino Merlin. Voor Dino was dit de eerste keer dat hij een nummer uitbracht dat door een ander was geschreven. Het nummer "Još Ti Se Nadam" (ik hoop nog op jou) schreef ze nadat de relatie met Mustafa Sandal in 2007 tijdelijk voorbij was. De verklaring voor de albumtitel Vila (fee) is eenvoudig: ze koos voor die titel omdat ze de gelijknamige track op de cd het beste nummer vond dat ze ooit had geschreven. Daar wilde ze de aandacht extra op vestigen.
In januari 2008 trouwde Emina met Mustafa Sandal en begin augustus kregen ze hun eerste kind.
Hiervan zijn al een aantal clips opgenomen, waaronder een video voor het nummer "Pile Moje" (mijn liefje). Het is een cover van "Yolcu", waarmee Ali Güven in 1997 een hit in Turkije had.
Op de Balkan Music Awards 2010, uitgereikt in Sofia, Bulgarije, werd Emina uitgeroepen tot de beste Bosnische zangeres van de Balkan.
Emina Sandal zal voor haar nieuwe clip samen gaan optreden met haar man Mustafa Sandal. Veel fans van Sandal wilden deze twee graag samen zien in een muziekclip. Behalve Emina Sandal en Mustafa Sandal zullen er ook vijftig andere dansers te zien zijn. In haar nieuwe clip zullen dertig Braziliaanse en twee Amerikaanse dansers een rol gaan vervullen. Veel Turkse bedrijven hadden Mustafa Sandal al regelmatig benaderd voor een rol van zijn vrouw in een clip, maar ze bleef steeds weigeren.

## Discografie

### Studioalbums
Osmi dan (City Records 2002)
1. Osmi dan
2. Mama
3. Kad si sa njom
4. Odbojka
5. U, la-la
6. Tačka
7. Soba 23
8. Brišeš tragove
9. U, la-la (Remix)
10. Sad nastavi

Radije ranije (City Records 2005)
1. Radije, ranije
2. Da l' ona zna
3. Crno i bjelo
4. Tvoja greška
5. Živeo...
6. Pola oštrog noža
7. Skini ruke s' mog vrata
8. Molim te...
9. Ona nije ja
10. Bez problema
11. Molim te (Remix)
12. Voljela te il' ne voljela
13. Uzalud se budim

Exhale (Multimedia Records 2008)
1. Exhale
2. Exhale (Dance Remix)
3. Exhale (Elvir Gazić Remix)
4. Exhale (Levent Gündüz Be Funky Remix)
5. Push It
6. Push It (Remix)

Vila (PGP RTS 2009)
1. Pile moje
2. Dan za danom
3. Ne zaboravi
4. Vila
5. Med
6. Aj
7. Nastavljamo dalje...
8. Zauvek
9. Još ti se nadam
10. Zver
11. Vila 2

### Greatest hits
Singles & Duets (2008)
1. Cool žena
2. Da l' ona zna (Remix)
3. Nije vise tvoja stvar
4. La gitana
5. Emina
6. Još ti se nadam

### Singles
- "Tačka" (2002)
- "Osmi dan" (2002)
- "U, la-la" met KC (2002)
- "Uzalud se budim" (2003)
- "Radije, ranije" (2004)
- "Tvoja greška" (2005)
- "Emina" met Knez (2005)
- "Da l' ona zna" (2006)
- "Nije vise tvoja stvar" (2006)
- "Pola ostrog noza" (2006)
- "Cool žena" (2007)
- "La gitana" met Flamingosi (2007)
- "Exhale" (2008)
- "Push It" met Cory Gunz (2008)
- "Još ti se nadam" met Saša Kovačević (2008)
- "Pile moje" (2009)
- "Ne zaboravi" met İzel (2009)
- "Med" met Dino Merlin (30 2009)
- "Nemilo" met Miligram (2009)
- "Ti kvariigro" (2010)
- "Gospodine" met Nataša Bekvalac (2011 Internationale Vrouwendag)
- "Posle mene" (2011)
- "Beograd priča" met Dženan Lončarević (2012 Valentine's Day)
- "Broken" met Erdem Kınay (2012)
- "Çek Gönder" met Mustafa Sandal (2012)
- "I da mogu" (2012)
- "Kimse Yok Mu?" (2012)
- "Nedostaješ" (2013)
- "Yakışmaz" (2013)
- "Žena zmaj" (2013)
- "U senkama isti" (2013)

### Compilaties met Emina Jahović
- BH Eurosong (Muzička produkcija javnog servisa BH 2002)
- Super hitovi Vol.13 (City Records 2003)[23]
- Vanilla (City Records 2005)
- Gordost i predrasude (City Records 2006)
- Miligram (Miligram Music 2009)
- Karizma (Seyhan Müzik 2009)[24]
- Ornament (City Records 2010)
- Platinum Collection 19 hitova (Mascom EC 2011)[25]
- Proje (Seyhan Müzik 2012)[26]
- Hitovi leta 2012 (City Records 2012)[27][28]
- Organik (Poll Production 2012)[29][30]
- Best of 2012/13 CD 1 (City Records 2013)[31][32]
- Super hitovi CD 2 (City Records 2013)

## Filmografie
| Jaar      | Titel                              | Rol                       | Opmerkingen                 |
| Televisie | Televisie                          | Televisie                 | Televisie                   |
| --------- | ---------------------------------- | ------------------------- | --------------------------- |
| 2010-2011 | Lale Devri                         | Lale Taşkıran Ilgaz       | Leidende rol (Show TV, FOX) |
| 2011-2012 | Lale (Periudha e tulipanëve)       | Lale Tashkëran Ilgaz      | Leidende rol (KTV)          |
| 2011-2012 | Polje lala                         | Lala Taškran Ilgaž †      | Leidende rol (Pink BH)      |
| 2011-2012 | Сезонът на лалето                  | Лале Ташкъран Ългаз       | Leidende rol                |
| 2011-2012 | Čas tulipánů                       | Lale Taškiranová Ilgazová | Leidende rol (TV Barrandov) |
| 2011-2012 | Lale Devri                         | Lale Tashkëran Ilgaz      | Leidende rol (Kohavision)   |
| 2011-2012 | Лале                               | Лале Таксиран Илгаз       | Leidende rol (Kanal 5)      |
| 2011-2012 | Поље лала                          | Лала Ташкиран Иглаз †     | Leidende rol (Pink M)       |
| 2011-2012 | Lale - Asculta-ti inima!           | Lale Tașkiran Ilgaz       | Leidende rol (Antena 1)     |
| 2011-2012 | Поље лала                          | Лала Ташкиран Иглаз †     | Leidende rol (RTV Pink)     |
| 2011-2012 | Láska v Istanbule                  | Lále Taškiranová Ilgazová | Leidende rol (JOJ Plus)     |
| 2011-2012 | Doba tulipanov                     | Lala Taškran Ilgaž †      | Leidende rol (Pink SI)      |
| 2012      | Λάλε, Έρωτας στην Κωνσταντινούπολη | Λάλε Τασκιράν Ιλγκάζ      | Leidende rol (Alpha TV)     |
| 2012      | Omre Gole Laleh                    | Laleh Tashkyran Aylgas    | Leidende rol (GEM TV)       |
| 2012      | Пора тюльпанов                     | Лале Ташкыран Илгаз       | Leidende rol (El-Arna)      |
| 2012      | Turkcell Akıllı Telefon Hareketi   | Leidende rol              | Turkcell-tv-reclame         |
| 2013      | Maxi'yi Alan Yaşadı                | Leidende rol              | Turkcell-tv-reclame         |
| 2013      | The Voice Srbija                   | Coach                     | Tv-talentenjacht            |